# Exitianus peshawarensis
Exitianus peshawarensis är en insektsart som beskrevs av Ahmed, M. och Rao 1986. Exitianus peshawarensis ingår i släktet Exitianus och familjen dvärgstritar. Inga underarter finns listade i Catalogue of Life.